# Jurnalul străzii (film)
Jurnalul străzii este un film apărut în anul 2007. Este o ecranizare după cartea The Freedom Writers Diary („Jurnalul străzii”) de Erin Gruwell, fiind inspirat dintr-o poveste reală relatată în jurnalele unui grup de adolescenți din Long Beach, California, Statele Unite ale Americii. 
Aceste jurnale reflectă  întâmplările petrecute în timpul revoltelor interrasiale care au început la Los Angeles în 1992 și apoi s-au răspândit în restul țării.